# Aéroport des îles Chatam / Tuuta
Chatham Islands / Tuuta Aéroport (code IATA : CHT • code OACI : NZCI)  est un aéroport situé à 19,4 km au nord-est du canton de Waitangi sur les îles Chatham, en Nouvelle-Zélande .
L'aéroport, en partie nommé en l'honneur de l'habitante de Chatham, Inia William Tuuta, qui a offert le terrain pour l'aéroport, été achevé en 1982 pour remplacer une piste d'atterrissage en herbe compactée à Te Hapupu qui ne pouvait accueillir que les avions de type Safe Air Bristol Freighter  . L' Armstrong Whitworth Argosy a immédiatement commencé à opérer vers les îles en utilisant le nouvel aéroport jusqu'en 1990, lorsque Mount Cook Airlines et plus tard Air Chathams ont repris les services aériens à destination et en provenance de la Nouvelle-Zélande continentale.
Un petit musée de l'aviation y est également basé, ce qui signifie l'importance que l'aviation a joué dans le développement de la richesse économique du groupe insulaire.
Air Chathams assure des services vers Auckland, Christchurch et Wellington, avec des avions Convair 580 . L'aéroport est la base d'Air Chathams et abrite généralement deux avions pendant la nuit.

## Situation
| \| 50 km1:2 365 000 \| Kapiti Auckland Wellington Chatham · Tuuta Christchurch Dunedin Gisborne Great Barrier Greymouth Hamilton Hokitika Invercargill Kaikoura Kaitaia Kerikeri Nelson New Plymouth North Shore Palmerston North Picton Queenstown Timaru Rotorua Stewart Takaka Taupo Tauranga Wanaka Westport Whakatane Whanganui Whangarei Whitianga Woodbourne |
| 50 km1:2 365 000 |

## Améliorations proposées
En 2012, le gouvernement néo-zélandais a annoncé son intention de développer l'aéroport dans le cadre d'un plan économique global pour les îles Chatham. Les propositions comprennent une extension jusqu'à 1 600 mètres et le re-surfaçage de la piste. Un nouveau terminal passagers et administratif est également prévu, ainsi qu'une aire de trafic plus grande et un nouveau hangar pour gros avions.

## Compagnies aériennes et destinations

### Passagers
| Compagnies   | Destinations                                 |
| ------------ | -------------------------------------------- |
| Air Chathams | Auckland, Christchurch, Île Pitt, Wellington |

Édité le 27/12/2020